# Semioncia
La semioncia  (latino semuncia, da semi-uncia cioè metà oncia) era una moneta di bronzo emessa a Roma durante la Repubblica romana che valeva una ventiquattresima parte dell' asse.
Era la denominazione più bassa e fu emessa nel primo periodo della monetazione romana, quando venivano emesse le monete fuse.
I tipi più comuni al dritto erano Mercurio o ghianda (marcata occasionalmente con Σ), mentre al rovescio i tipi più comuni erano una prora o un caduceo.  È stata emessa fino a ca. il 210 a.C., circa il periodo in cui è stato introdotto il denario.
Fu anche coniata da altre città dell'Italia centrale e meridionale